# Chiguancotrast
Chiguancotrast (Turdus chiguanco) är en fågel i familjen trastar inom ordningen tättingar.

## Utseende
Chiguancotrasten är en mörk trast med geografiskt varierande fjäderdräkt. I norr och väster är könen lika, mörkt askgrå med gul näbb och bärnsternsfärgade ögon. I söder och öster är hanarna matt svartaktiga med gul näbb och gul ögonring, medan honorna är mörkt askgrå med gul näbb.

## Utbredning och systematik
Chiguancotrasten delas in i tre underarter med följande utbredning:
- chiguanco-gruppen
  - Turdus chiguanco conradi – förekommer i Anderna i södra Ecuador och centrala Peru
  - Turdus chiguanco chiguanco – förekommer i kustnära Peru och nordvästra Bolivia (La Paz)
- Turdus chiguanco anthracinus – förekommer i västra Bolivia, nordöstra Chile (Atacama) och västra Argentina

Sedan 2016 urskiljer Birdlife International och naturvårdsunionen IUCN anthracinus som den egna arten "sorgtrast". 

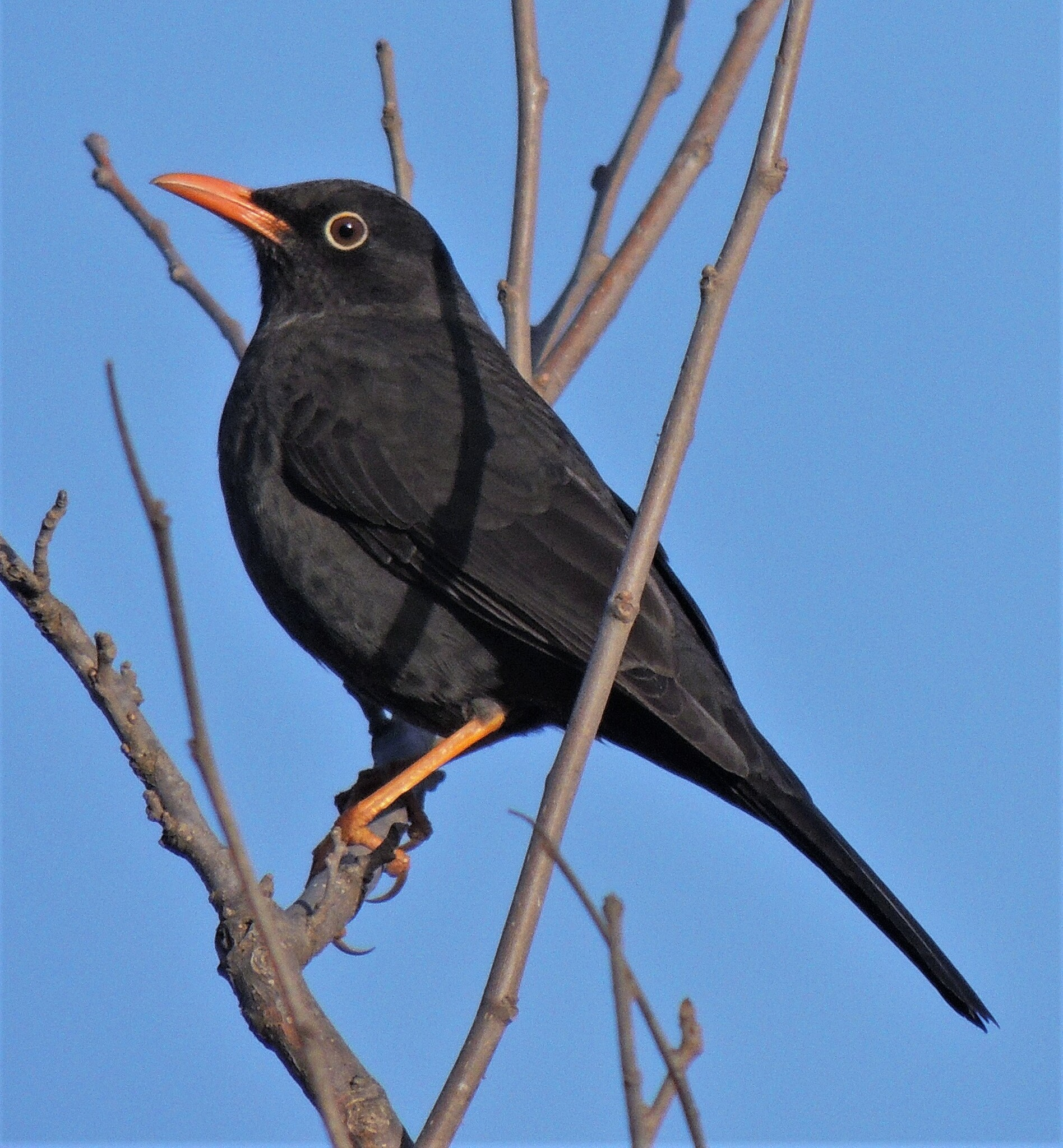
Chiguancotrast av underarten anthracinus, ibland urskild som egen art.

## Levnadssätt
Chiguancotrasten hittas i olika typer av miljöer, från parker och trädgårdar till jordbruksbygd och andra halvöppna områden med häckar och större träd.

## Status
IUCN bedömer hotstatus för underartsgrupperna (eller arterna) var för sig, båda som livskraftiga.

## Namn
Fågelns svenska och vetenskapliga artnamn kommer av namnet på fågeln på språket aymará.